# 德韦什·乌坦姆
德韦什·乌坦姆（1974年8月1日—），印度外交官，現任印度駐立陶宛大使。

## 經歷
1974年8月1日，德韦什·乌坦姆出生於印度北方邦。他擁有賈瓦哈拉爾·尼赫魯大學的碩士和哲學碩士學位，后者研究領域為“歐盟東擴”，研究重點是對新成員國加入歐盟的成本效益分析。他還在印度對外貿易學院學習過國際商務。他會說印地語、英語和阿拉伯語，並學習過法語和梵語。
在加入印度外事服務之前，他曾在印度商務與工業部擔任對外貿易助理總幹事。2003年，乌坦姆加入印度外事服務。
乌坦姆的海外外交任務包括印度駐伊朗大使館副館長和印度常駐聯合國代表團參贊。在紐約任職期間，他當選为2013年至2016年聯合國行政和預算問題諮詢委員會成員，並在任期內擔任聯合國民主基金諮詢委員會的印度代表。此外，他還曾在印度駐利比亞和敘利亞的使館任職，期間在的黎波里大使館負責政治和商務部門，在大馬士革大使館負責文化和信息部門。
在印度外交部，他曾擔任印度外交部領事、護照和簽證（CPV）司司長，並負責引渡事務中央機構辦公室。還曾擔任不同職位，包括行政司副司长、海灣事務的副处长和处长。
2023年3月，印度在立陶宛维尔纽斯设立常驻使团。7月11日，乌坦姆被任命为首任印度常驻立陶宛大使。

## 个人生活
妻子鲁奇（Ruchi）是一名牙医，持有理学学士学位和牙科外科学士学位，两人育有一子。